# Paróquia São Paulo Apóstolo (Campinas-SP)

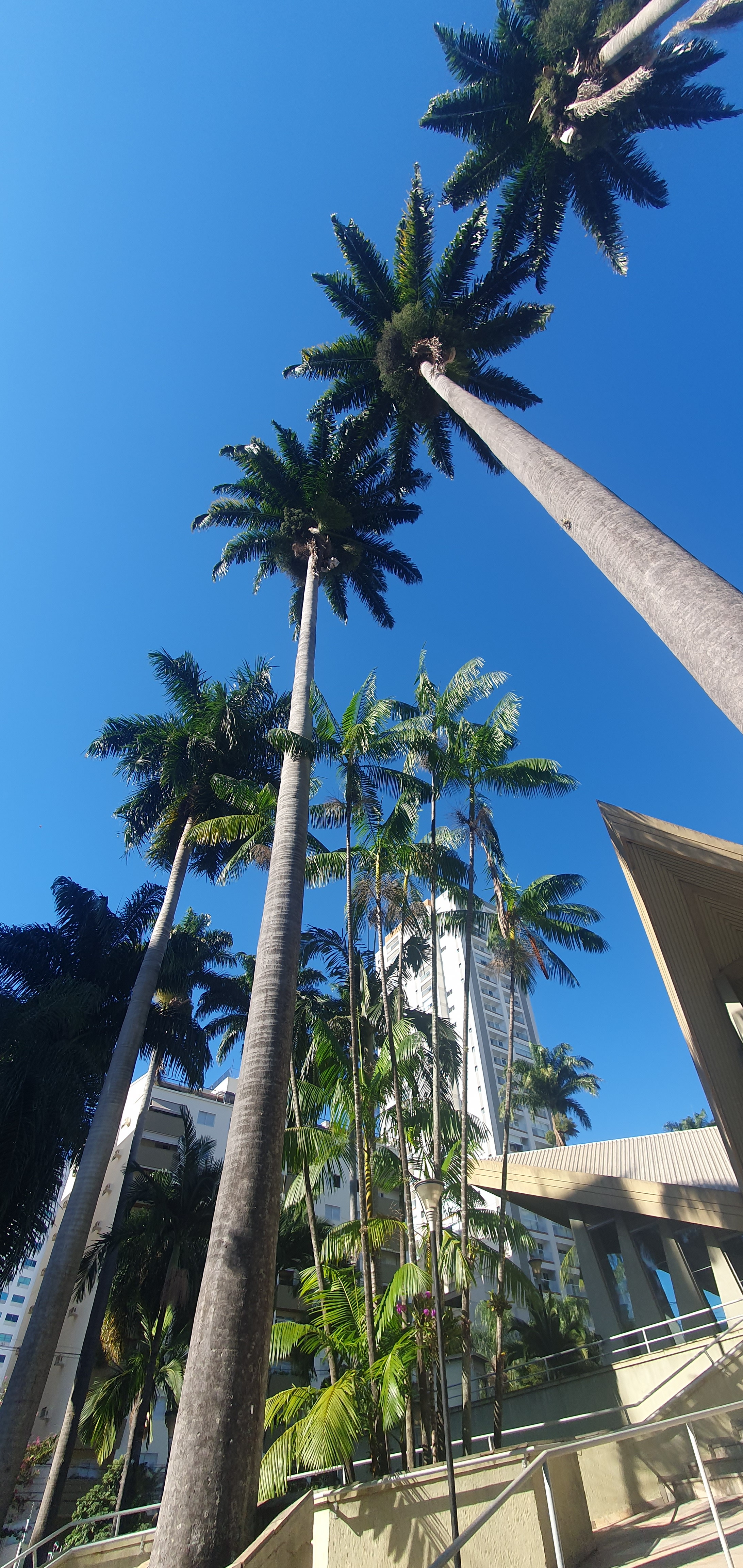
Palmeiras imperiais na fachada principal da Igreja São Paulo Apóstolo, 2025

A Paróquia São Paulo Apóstolo pertence à Arquidiocese de Campinas, Forania Imaculada Conceição, e foi criada dia 16 de agosto de 1966 a partir do desmembramento da Paróquia Basílica Nossa Senhora do Carmo, de 1870. Está situada na praça Padre Lauro Sigrist, s/n, Vila Itapura, com entrada principal à rua Barata Ribeiro.

### Edifício

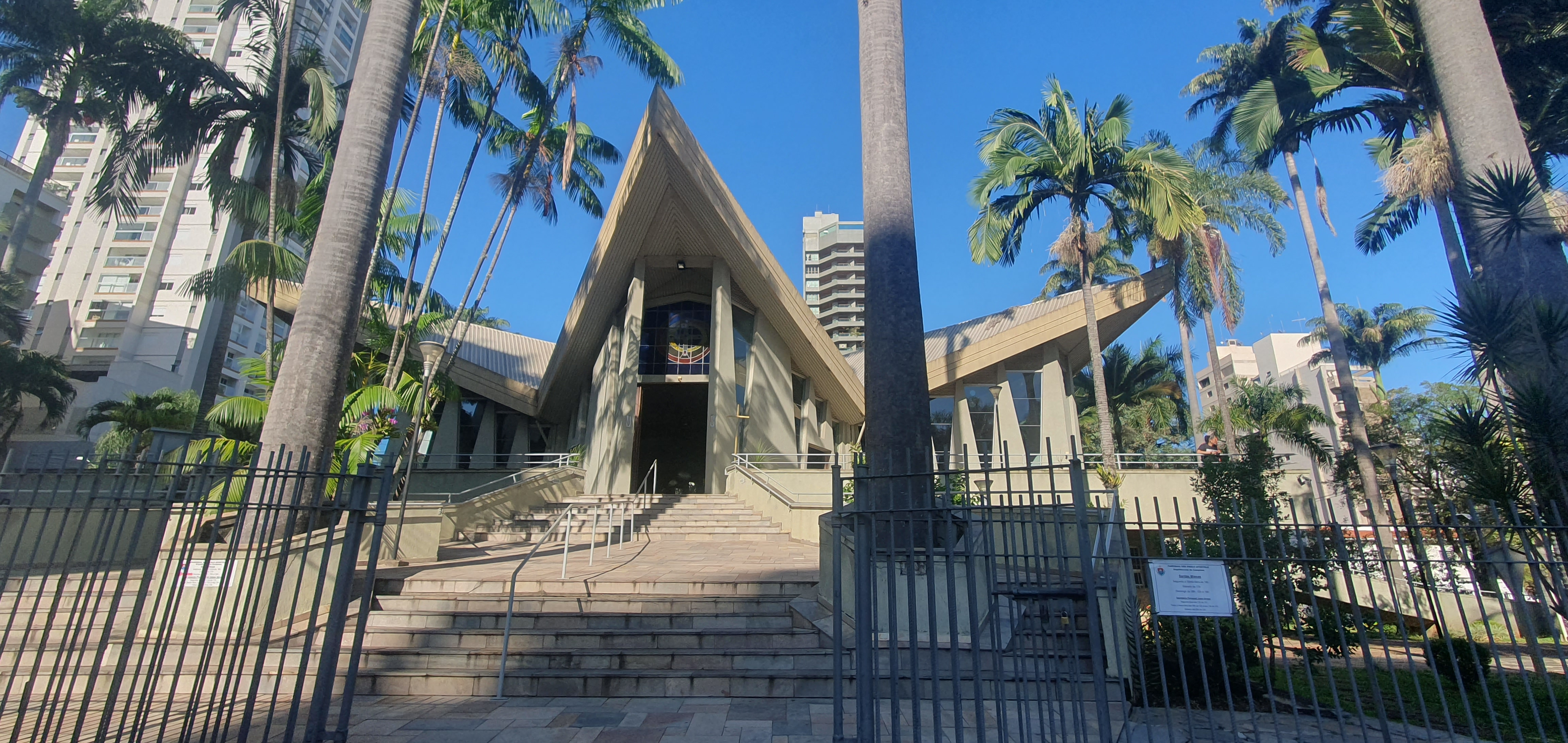
Fachada principal da Igreja São Paulo Apóstolo, 2025

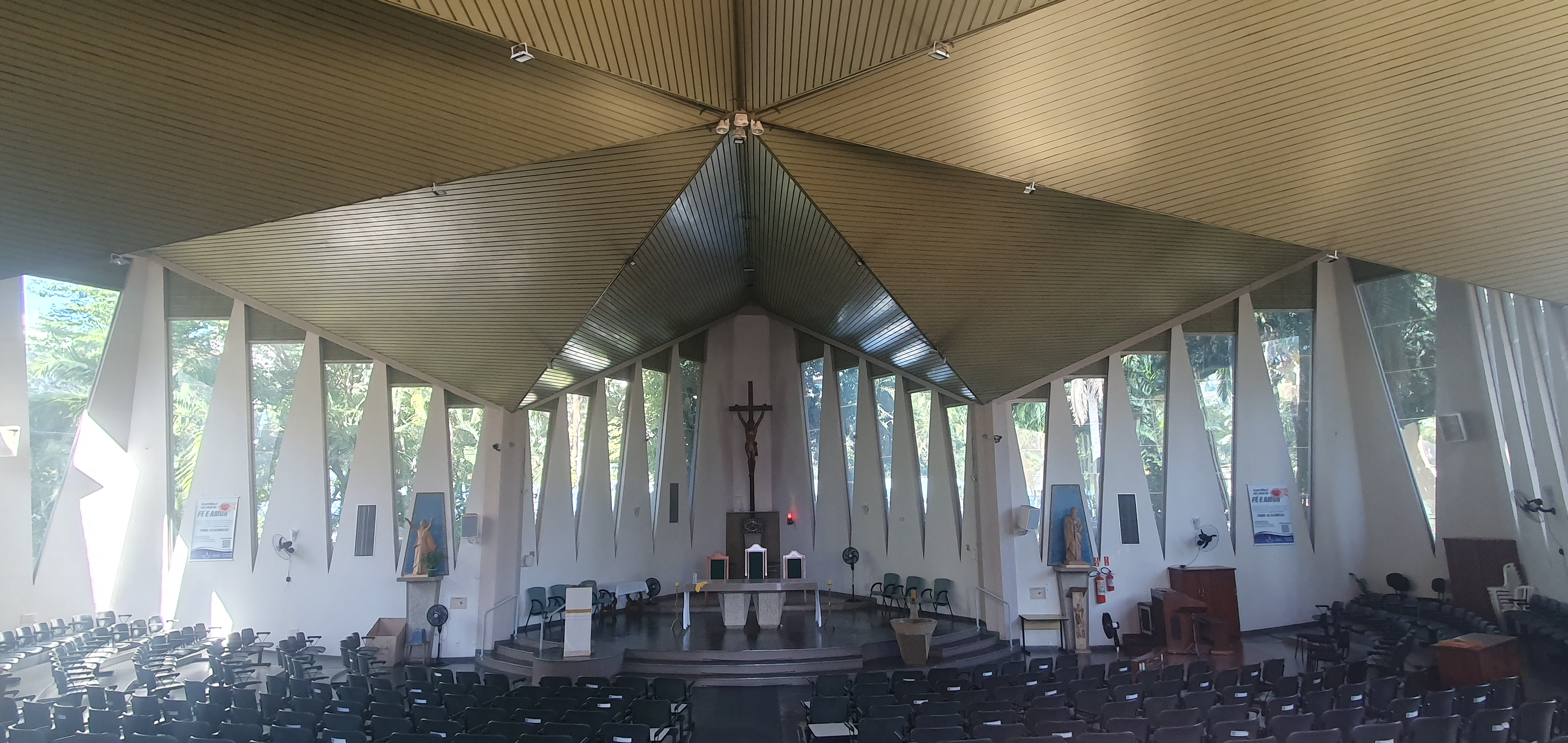
Interior da Igreja São Paulo Apóstolo, com o alter e o crucifixo ao fundo, cadeiras distribuídas à maneira dos fóruns clássicos e paredes do entorno com vitrais transparentes triangulares, 2025

O edifício-sede da paróquia foi projetado pelo arquiteto José Leite de Carvalho e Silva, formado pela Faculdade de Arquitetura e Urbanismo da Universidade de São Paulo, em 1956. O arquiteto foi nomeado como Engenheiro do Departamento de Obras e Viação da Secretaria de Obras e Serviços Públicos da Prefeitura Municipal de Campinas em 1958.
Segundo informação oficial afixada na entrada do templo, o projeto foi elaborado e oferecido pelo arquiteto sem custos à paróquia. A Igreja foi projetada em 1966 e concluída em 1972. Seu projeto foi elaborado em sintonia com princípios do modernismo e da arquitetura orgânica, em diálogo com obras e referências de profissionais como Frank Llloyd Wright.
A planta do edifício está baseada na forma de uma estrela de seis pontas. O edifício tem elevadas paredes laterais com aberturas triangulares em vidro transparente. Essas aberturas produzem dois efeitos no edifício: uma transparência ou porosidade visual dentro-fora, acentuada pela transparência e altura das aberturas; uma luminosidade sempre sincronizada com o entorno. Está situada em uma praça ajardinada e ladeada por palmeiras (a maior parte dela da espécie palmeira imperial).

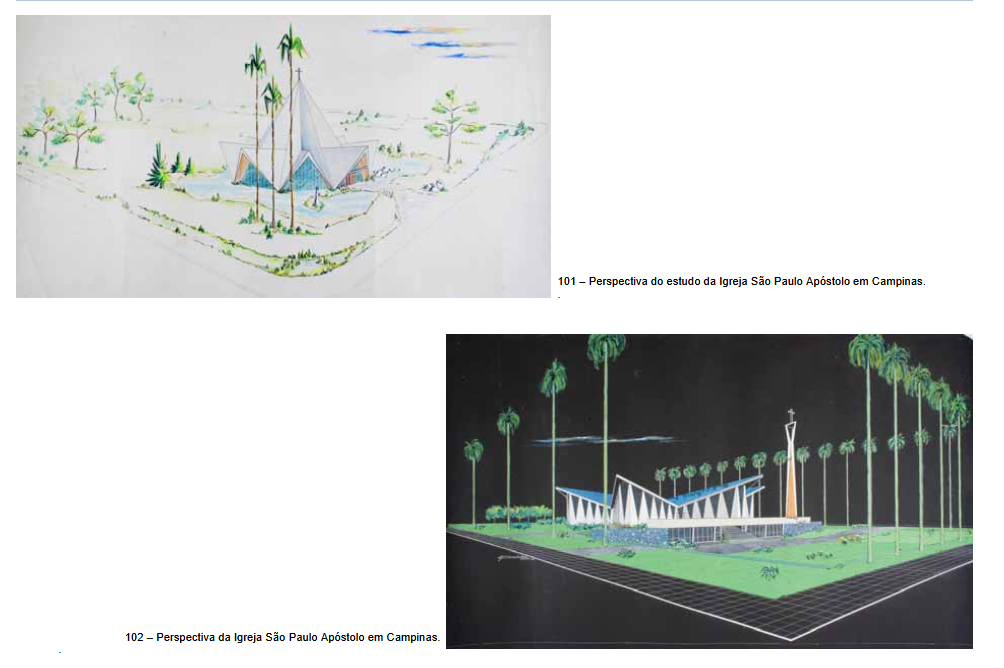
Reproduções do projeto do arquiteto José Leite de Carvalho e Silva para templo católico em Campinas-SP, reproduzido na dissertação de Debora F. Foresti

## Referências

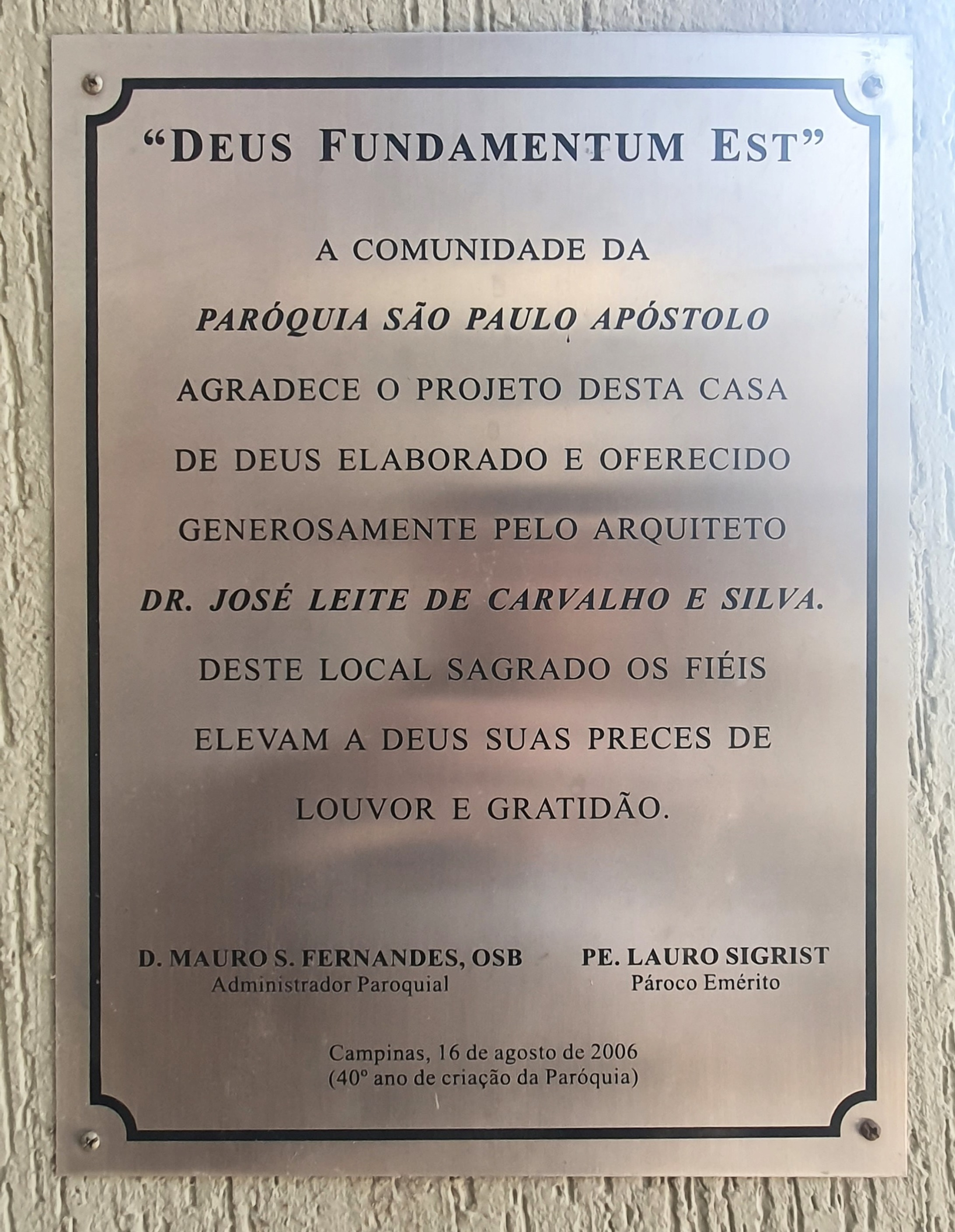
Placa em metal afixada na entrada do templo, identificando o arquiteto José Leite de Carvalho e Silva